# Cheylard-l'Évêque
Cheylard-l'Évêque là một xã ở tỉnh Lozère trong vùng Occitanie, phía nam nước Pháp. Khu vực này có độ cao trung bình 1200 mét trên mực nước biển.